# Lijst van voormalige koloniën
Dit is een lijst van voormalige koloniën. De gebieden in Antarctica zijn niet opgenomen in de lijst.

## A
| Naam                   | Periode     | Kolonisator         | Huidige land          | Opmerking |
| ---------------------- | ----------- | ------------------- | --------------------- | --------- |
| Afar- en Issaland      | 1967 – 1977 | Frankrijk           | Djibouti              |           |
| Amboina                | 1605 – 1796 | Nederland           | Indonesië             |           |
| Anglo-Egyptisch Soedan | 1899 – 1956 | Verenigd Koninkrijk | Soedan en Zuid-Soedan |           |

## B
| Naam                               | Periode                   | Kolonisator         | Huidige land                                                                                   | Opmerking |
| ---------------------------------- | ------------------------- | ------------------- | ---------------------------------------------------------------------------------------------- | --- |
| Basutoland                         | 1884 – 1966               | Verenigd Koninkrijk | Lesotho                                                                                        | |
| Bataafse Kaapkolonie               | 1803 – 1806               | Nederland           | Zuid-Afrika                                                                                    | |
| Batavia                            | 1619 – 1799               | Nederland           | Indonesië                                                                                      | |
| Belgische concessie in Tianjin     | 1902 – 1931               | België              | China                                                                                          | |
| Belgische kolonie aan de Rio Nuñez | 1848 – 1858               | België              | Guinee                                                                                         | |
| Belgisch-Congo                     | 1908 – 1960               | België              | Congo-Kinshasa                                                                                 | |
| Berbice                            | 1627 – 1815               | Nederland           | Guyana                                                                                         | |
| Britse Benedenwindse Eilanden      | 1833 – 1958               | Verenigd Koninkrijk | Anguilla, Antigua en Barbuda, Britse Maagdeneilanden, Dominica en Montserrat                   | |
| Britse Bovenwindse Eilanden        | 1833 – 1958               | Verenigd Koninkrijk | Barbados, Dominica, Grenada, Saint Lucia, Saint Vincent en de Grenadines en Trinidad en Tobago | |
| Britse Goudkust                    | 1821 – 1957               | Verenigd Koninkrijk | Ghana                                                                                          | |
| Britse Kaapkolonie                 | 1795 – 1803 & 1806–1910   | Verenigd Koninkrijk | Zuid-Afrika                                                                                    | |
| Britse Salomonseilanden            | 1893 – 1978               | Verenigd Koninkrijk | Salomonseilanden                                                                               | |
| Brits-Ceylon                       | 1795 – 1948               | Verenigd Koninkrijk | Sri Lanka                                                                                      | |
| Brits-Cyprus                       | 1878 – 1960               | Verenigd Koninkrijk | Cyprus en Akrotiri en Dhekelia                                                                 | Na de onafhankelijkheid van Cyprus in 1960 bleven de militaire basissen Akrotiri en Dhekelia in Britse handen. |
| Brits-Guiana                       | 1814 – 1966               | Verenigd Koninkrijk | Guyana                                                                                         | |
| Brits-Honduras                     | 1862 – 1981               | Verenigd Koninkrijk | Belize                                                                                         | |
| Brits Hongkong                     | 1841 – 1997               | Verenigd Koninkrijk | China                                                                                          | In 1997 werd Hongkong een Speciaal Autonome Regio in China.                                                    |
| Brits-Indië                        | 1858 – 1947               | Verenigd Koninkrijk | Bangladesh, India en Pakistan                                                                  | |
| Brits-Kameroen                     | 1922 – 1961               | Verenigd Koninkrijk | Kameroen en Nigeria                                                                            | |
| Brits Mandaat Mesopotamië          | 1920 – 1932               | Verenigd Koninkrijk | Irak                                                                                           | |
| Brits-Mauritius                    | 1810 – 1968               | Verenigd Koninkrijk | Mauritius                                                                                      | |
| Brits-Nieuw-Guinea                 | 1884 – 1906               | Verenigd Koninkrijk | Papoea-Nieuw-Guinea                                                                            | |
| Brits-Oost-Afrika                  | 1895 – 1920               | Verenigd Koninkrijk | Kenia                                                                                          | |
| Brits-Somaliland                   | 1884 – 1899 & 1920 – 1960 | Verenigd Koninkrijk | Somalië                                                                                        | |
| Britse West-Pacifische Territoria  | 1877 – 1976               | Verenigd Koninkrijk | Cookeilanden, Fiji, Kiribati, Nauru, Niue, Salomonseilanden, Tokelau, Tonga, Tuvalu en Vanuatu | |

## C
| Naam                       | Periode                   | Kolonisator                            | Huidige land                                                  | Opmerking |
| -------------------------- | ------------------------- | -------------------------------------- | ------------------------------------------------------------- | --------- |
| Canton en Enderbury        | 1939 – 1979               | Verenigd Koninkrijk & Verenigde Staten | Kiribati                                                      |           |
| Cayenne                    | 1659 – 1664 & 1676 – 1677 | Nederland                              | Frans-Guyana                                                  |           |
| Ceylon                     | 1656 – 1796               | Nederland                              | Sri Lanka                                                     |           |
| Cheribon                   | 1705 – 1942               | Nederland                              | Indonesië                                                     |           |
| Curaçao en Onderhorigheden | 1845 – 1954               | Nederland                              | Aruba, Bonaire, Curaçao, Saba, Sint Eustatius en Sint Maarten |           |

## D
| Naam                  | Periode               | Kolonisator         | Huidige land                                                                | Opmerking |
| --------------------- | --------------------- | ------------------- | --------------------------------------------------------------------------- | --------- |
| Dahomey               | 1894 – 1958           | Frankrijk           | Benin                                                                       |           |
| Deens-Oost-Indië      | 1756 – 1868           | Denemarken          | India                                                                       |           |
| Deens-West-Indië      | 1672 – 1917           | Denemarken          | Amerikaanse Maagdeneilanden                                                 |           |
| Deense Goudkust       | 1674 – 1850           | Denemarken          | Ghana                                                                       |           |
| Dejima                | 1641 – 1859           | Nederland           | Japan                                                                       |           |
| Demerary              | 1745 – 1815           | Nederland           | Guyana                                                                      |           |
| Dertien koloniën      | 1607–1776             | Verenigd Koninkrijk | Verenigde Staten                                                            |           |
| Duits-Kameroen        | 1884 – 1916           | Duitsland           | Kameroen                                                                    |           |
| Duits-Nieuw-Guinea    | 1884/1899 – 1914/1919 | Duitsland           | Marshalleilanden, Nauru, Noordelijke Marianen, Palau en Papoea-Nieuw-Guinea |           |
| Duits-Oost-Afrika     | 1885 – 1919           | Duitsland           | Burundi, Rwanda en Tanzania                                                 |           |
| Duits-Samoa           | 1900 – 1920           | Duitsland           | Samoa                                                                       |           |
| Duits-Witu            | 1885 – 1890           | Duitsland           | Kenia                                                                       |           |
| Duits-Zuidwest-Afrika | 1884 – 1919           | Duitsland           | Namibië                                                                     |           |
| Dzjebel ed-Droez      | 1921 – 1936           | Frankrijk           | Syrië                                                                       |           |

## E
| Naam             | Periode     | Kolonisator         | Huidige land | Opmerking |
| ---------------- | ----------- | ------------------- | ------------ | --------- |
| Eirik Raudesland | 1931 – 1933 | Noorwegen           | Groenland    |           |
| Emiraat Dhala    | 1904 – 1967 | Verenigd Koninkrijk | Jemen        |           |
| Essequebo        | 1616 – 1815 | Nederland           | Guyana       |           |

## F
| Naam                           | Periode                   | Kolonisator         | Huidige land                                                               | Opmerking |
| ------------------------------ | ------------------------- | ------------------- | -------------------------------------------------------------------------- | --------- |
| Federatie van Malakka          | 1948 – 1963               | Verenigd Koninkrijk | Maleisië                                                                   |           |
| Frans Mandaat Syrië            | 1920 – 1946               | Frankrijk           | Syrië, Libanon en Turkije                                                  |           |
| Frans protectoraat van Tunesië | 1881 – 1956               | Frankrijk           | Tunesië                                                                    |           |
| Frans-Algerije                 | 1830 – 1962               | Frankrijk           | Algerije                                                                   |           |
| Frans-Cochinchina              | 1862 – 1945 & 1945 – 1949 | Frankrijk           | Vietnam                                                                    |           |
| Frans-Equatoriaal-Afrika       | 1910 – 1958               | Frankrijk           | Centraal-Afrikaanse Republiek, Congo-Brazzaville, Gabon en Tsjaad          |           |
| Frans-Guinee                   | 1891 – 1958               | Frankrijk           | Guinee                                                                     |           |
| Frans-Indië                    | 1769 – 1954               | Frankrijk           | India                                                                      |           |
| Frans-Madagaskar               | 1897 – 1958               | Frankrijk           | Madagaskar                                                                 |           |
| Frans-Marokko                  | 1912 – 1956               | Frankrijk           | Marokko                                                                    |           |
| Frans Noord-Afrika             | 1830 – 1962               | Frankrijk           | Marokko, Algerije en Tunesië                                               |           |
| Frans-Congo                    | 1891 – 1906               | Frankrijk           | Centraal-Afrikaanse Republiek, Congo-Brazzaville en Gabon                  |           |
| Frans Opper-Volta              | 1919 – 1932 & 1947 – 1958 | Frankrijk           | Burkina Faso                                                               |           |
| Frans-Soedan                   | 1890 – 1899 & 1920 – 1960 | Frankrijk           | Mali en Senegal                                                            |           |
| Frans-Somaliland               | 1894 – 1967               | Frankrijk           | Djibouti                                                                   |           |
| Frans-Kameroen                 | 1919 – 1961               | Frankrijk           | Kameroen                                                                   |           |
| Frans-Togoland                 | 1916 – 1960               | Frankrijk           | Togo                                                                       |           |
| Frans-West-Afrika              | 1895 – 1958               | Frankrijk           | Benin, Burkina Faso, Guinee, Ivoorkust, Mauritanië, Mali, Niger en Senegal |           |

## G
| Naam                        | Periode         | Kolonisator         | Huidige land       | Opmerking |
| --------------------------- | --------------- | ------------------- | ------------------ | --------- |
| Gilbert- en Ellice-eilanden | 1892 – 1976     | Verenigd Koninkrijk | Kiribati en Tuvalu |           |
| Gefedereerde Maleise Staten | 1895 – 1946     | Verenigd Koninkrijk | Maleisië           |           |
| Groenland                   | 1261 – 15e eeuw | Noorwegen           | Groenland          |           |
| Groot-Libanon               | 1920 – 1943     | Frankrijk           | Libanon            |           |

## I
| Naam                           | Periode        | Kolonisator                             | Huidige land                                                                          | Opmerking |
| ------------------------------ | -------------- | --------------------------------------- | ------------------------------------------------------------------------------------- | --- |
| Ifni                           | 1860 – 1969    | Spanje                                  | Marokko                                                                               | |
| Île de France                  | 1715 – 1810    | Frankrijk                               | Mauritius, Seychellen, Brits Indische Oceaanterritorium en Franse Zuidelijke Gebieden | |
| Internationale Zone van Tanger | 1923 – 1956    | Spanje, Frankrijk & Verenigd Koninkrijk | Marokko                                                                               | |
| Italiaans-Eritrea              | 1890 – 1936    | Italië                                  | Eritrea                                                                               | |
| Italiaans-Libië                | 1911 – 1943    | Italië                                  | Libië                                                                                 | |
| Italiaans-Noord-Afrika         | 1911 – 1943    | Italië                                  | Libië, Tunesië en Egypte                                                              | In 1939 bedacht Benito Mussolini de naam Vierde Kust, in het Italiaans Quarta Sponda, om te verwijzen naar Italiaans-Noord-Afrika. |
| Italiaans-Oost-Afrika          | 1936 – 1941    | Italië                                  | Eritrea, Ethiopië en Somalië                                                          | |
| Italiaans protectoraat Albanië | 1939 – 1943    | Italië                                  | Albanië                                                                               | |
| Italiaans-Somaliland           | ca.1880 – 1936 | Italië                                  | Somalië                                                                               | |

## J
| Naam                        | Periode     | Kolonisator | Huidige land              | Opmerking |
| --------------------------- | ----------- | ----------- | ------------------------- | --------- |
| Japanse bezetting van Korea | 1910 – 1945 | Japan       | Noord-Korea en Zuid-Korea |           |
| Japans-China                | 1940 – 1945 | Japan       | China en Taiwan           |           |
| Java's Noordoostkust        | 1678 – 1798 | Nederland   | Indonesië                 |           |

## K
| Naam                            | Periode     | Kolonisator                     | Huidige land           | Opmerking |
| ------------------------------- | ----------- | ------------------------------- | ---------------------- | --------- |
| Kaapkolonie                     | 1652 – 1910 | Nederland & Verenigd Koninkrijk | Zuid-Afrika en Lesotho |           |
| Karafuto                        | 1905 – 1945 | Japan                           | Rusland                |           |
| Koerlandse Gambia               | 1651 – 1659 | Letland                         | Gambia                 |           |
| Kolonie Aden                    | 1937 – 1963 | Verenigd Koninkrijk             | Jemen                  |           |
| Kolonie Brazilië                | 1500 – 1814 | Portugal                        | Brazilië               |           |
| Kolonie Fiji                    | 1874 – 1970 | Verenigd Koninkrijk             | Fiji                   |           |
| Kolonie Jamaica                 | 1655 – 1958 | Verenigd Koninkrijk             | Jamaica                |           |
| Kolonie Singapore               | 1819 – 1963 | Verenigd Koninkrijk             | Singapore              |           |
| Kolonie Virginia                | 1607 – 1776 | Verenigd Koninkrijk             | Verenigde Staten       |           |
| Kolonie en Protectoraat Gambia  | 1821 – 1965 | Verenigd Koninkrijk             | Gambia                 |           |
| Kolonie en Protectoraat Kenia   | 1920 – 1963 | Verenigd Koninkrijk             | Kenia                  |           |
| Kolonie en Protectoraat Nigeria | 1914 – 1960 | Verenigd Koninkrijk             | Nigeria                |           |
| Koninkrijk Champasak            | 1904 – 1946 | Frankrijk                       | Cambodja               |           |
| Koninkrijk Luang Prabang        | 1893 – 1949 | Frankrijk                       | Laos                   |           |
| Koninkrijk Sarawak              | 1842 – 1946 | Verenigd Koninkrijk             | Maleisië               |           |
| Koninkrijk Sikkim               | 1861-1947   | Verenigd Koninkrijk             | India                  |           |
| Kust van Coromandel             | 1610 – 1825 | Nederland                       | India                  |           |

## L
| Naam              | Periode     | Kolonisator | Huidige land           | Opmerking |
| ----------------- | ----------- | ----------- | ---------------------- | --------- |
| Loango-Angolakust | 1641 – 1648 | Nederland   | Angola                 |           |
| Lado-enclave      | 1894 – 1910 | België      | Oeganda en Zuid-Soedan |           |

## M
| Naam                    | Periode          | Kolonisator         | Huidige land                  | Opmerking |
| ----------------------- | ---------------- | ------------------- | ----------------------------- | --------- |
| Mandaatgebied Palestina | 1920/1922 – 1948 | Verenigd Koninkrijk | Jordanië, Palestina en Israël |           |
| Malaya                  | 1909 – 1946      | Verenigd Koninkrijk | Maleisië                      |           |
| Mantsjoekwo             | 1932 – 1945      | Japan               | China                         |           |
| Massachusetts Bay       | 1691 – 1776      | Verenigd Koninkrijk | Verenigde Staten              |           |
| Midden-Congo            | 1906 – 1958      | Frankrijk           | Congo-Brazzaville             |           |
| Miskitokust             | 1655 – 1860      | Verenigd Koninkrijk | Honduras en Nicaragua         |           |

## N
| Naam                        | Periode                   | Kolonisator                     | Huidige land | Opmerking |
| --------------------------- | ------------------------- | ------------------------------- | --- | --------- |
| Nederlands Acadië           | 1674 – 1675               | Nederland                       | Canada en Verenigde Staten |           |
| Nederlandse Antillen        | 1954 – 2010               | Nederland                       | Aruba, Bonaire, Curaçao, Saba, Sint Eustatius en Sint Maarten                                                                                          |           |
| Nederlandse Goudkust        | 1598 – 1872               | Nederland                       | Ghana |           |
| Nederlandse Kaapkolonie     | 1652 – 1795               | Nederland                       | Zuid-Afrika |           |
| Nederlandse Maagdeneilanden | 1625 – 1680               | Nederland                       | Amerikaanse Maagdeneilanden en Britse Maagdeneilanden                                                                                                  |           |
| Nederlands-Brazilië         | 1630 – 1654               | Nederland                       | Brazilië |           |
| Nederlands-China            | 1749 – 1803               | Nederland                       | China |           |
| Nederlands-Formosa          | 1624 – 1662               | Nederland                       | Taiwan |           |
| Nederlands-Guiana           | 1581 – 1954               | Nederland                       | Guyana en Suriname |           |
| Nederlands-Malakka          | 1641 – 1825               | Nederland                       | Maleisië |           |
| Nederlands-Mauritius        | 1638 – 1710               | Nederland                       | Mauritius |           |
| Nederlands-Nieuw-Guinea     | 1949 – 1962               | Nederland                       | Indonesië |           |
| Nederlands-Indië            | 1800 – 1949               | Nederland                       | Indonesië |           |
| Nederlands-Timor            | 17de eeuw – 1950          | Nederland                       | Indonesië |           |
| Neukamerun                  | 1911 – 1916               | Duitsland                       | Centraal-Afrikaanse Republiek, Congo-Brazzaville, Gabon en Tsjaad                                                                                      |           |
| Newfoundland                | 1825 – 1907               | Verenigd Koninkrijk             | Canada |           |
| Nieuw-Koerland              | 1654 – 1659               | Letland                         | Trinidad en Tobago |           |
| Nieuw-Nederland             | 1614 – 1667 (1673 -'74)   | Nederland                       | Verenigde Staten |           |
| Nieuw-Spanje                | 1535 – 1821               | Spanje                          | Costa Rica, Cuba, El Salvador, Filipijnen, Guatemala, Honduras, Indonesië, Marianen, Mexico, Nicaragua, Palau, Puerto Rico, Taiwan en Verenigde Staten |           |
| Nieuw-Zweden                | 1638 – 1655               | Zweden                          | Verenigde Staten |           |
| Nieuwe Hebriden             | 1906 – 1980               | Frankrijk & Verenigd Koninkrijk | Vanuatu |           |
| Nieuw Walcheren             | 1628 – 1677               | Nederland                       | Trinidad en Tobago |           |
| Noord-Borneo                | 1882 – 1963               | Verenigd Koninkrijk             | Maleisië |           |
| Noord-Rhodesië              | 1924 – 1953 & 1963 – 1964 | Verenigd Koninkrijk             | Zambia |           |
| Nyasaland                   | 1907 – 1964               | Verenigd Koninkrijk             | Malawi |           |

## O
| Naam                                   | Periode     | Kolonisator | Huidige land | Opmerking |
| -------------------------------------- | ----------- | ----------- | --- | --------- |
| Onafhankelijke Congostaat              | 1885 – 1908 | België      | Congo-Kinshasa |           |
| Onderkoninkrijk Nieuw-Granada          | 1717 – 1819 | Spanje      | Brazilië, Colombia, Ecuador, Guyana, Panama, Peru , Trinidad en Tobago en Venezuela                                               |           |
| Onderkoninkrijk Peru                   | 1542 – 1824 | Spanje      | Argentinië, Bolivia, Brazilië, Chili, Colombia, Ecuador, Guyana, Panama, Paraguay, Peru, Trinidad en Tobago, Uruguay en Venezuela |           |
| Onderkoninkrijk van de Río de la Plata | 1776 – 1812 | Spanje      | Argentinië, Bolivia, Brazilië, Chili, Paraguay en Uruguay                                                                         |           |
| Opper-Senegal en Niger                 | 1904 – 1920 | Frankrijk   | Burkina Faso, Mali, Niger en Senegal                                                                                              |           |
| Oubangui-Chari                         | 1903 – 1958 | Frankrijk   | Centraal-Afrikaanse Republiek |           |

## P
| Naam                         | Periode                      | Kolonisator         | Huidige land          | Opmerking                                                            |
| ---------------------------- | ---------------------------- | ------------------- | --------------------- | -------------------------------------------------------------------- |
| Panamakanaalzone             | 1903 – 1979                  | Verenigde Staten    | Panama                |                                                                      |
| Pomeroon                     | 1581 – 1596 & 1650/1657-1689 | Nederland           | Guyana                |                                                                      |
| Portugees-Kaapverdië         | 1462 – 1975                  | Portugal            | Kaapverdië            |                                                                      |
| Portugees-Guinea             | 1446 (1879) – 1974           | Portugal            | Guinee-Bissau         |                                                                      |
| Portugees-Indië              | 1510 – 1961                  | Portugal            | India                 |                                                                      |
| Portugees-Macau              | 1557 – 1999                  | Portugal            | China                 | Sinds 1999 is Macau een Speciaal Bestuurlijke Regio van China        |
| Portugees-Noord-Afrika       | 1415 – 1769                  | Portugal            | Marokko en Mauritanië |                                                                      |
| Portugees-Oost-Afrika        | 1498 – 1975                  | Portugal            | Mozambique            |                                                                      |
| Portugees-Timor              | 1596 – 1975                  | Portugal            | Oost-Timor            | Na de onafhankelijkheid in 1975 werd het door Indonesië geannexeerd. |
| Portugees-West-Afrika        | 1575 – 1975                  | Portugal            | Angola                |                                                                      |
| Protectoraat Aden            | 1886 – 1963                  | Verenigd Koninkrijk | Jemen                 |                                                                      |
| Protectoraat Annam           | 1884 – 1949                  | Frankrijk           | Vietnam               |                                                                      |
| Protectoraat Beetsjoeanaland | 1885 – 1966                  | Verenigd Koninkrijk | Botswana              |                                                                      |
| Protectoraat Koeweit         | 1899 – 1961                  | Verenigd Koninkrijk | Koeweit               |                                                                      |
| Protectoraat Madagaskar      | 1882 – 1897                  | Frankrijk           | Madagaskar            |                                                                      |
| Protectoraat Noord-Nigeria   | 1900 – 1914                  | Verenigd Koninkrijk | Nigeria               |                                                                      |
| Protectoraat Oeganda         | 1894 – 1962                  | Verenigd Koninkrijk | Oeganda               |                                                                      |
| Protectoraat Tonkin          | 1884 – 1945 & 1945 – 1949    | Frankrijk           | Vietnam               |                                                                      |
| Protectoraat Zuid-Arabië     | 1963 – 1967                  | Verenigd Koninkrijk | Jemen                 |                                                                      |
| Protectoraat Zuid-Nigeria    | 1900 – 1906                  | Verenigd Koninkrijk | Nigeria               |                                                                      |

## Q
| Naam    | Periode     | Kolonisator         | Huidige land | Opmerking |
| ------- | ----------- | ------------------- | ------------ | --------- |
| Qu'aiti | 1888 – 1967 | Verenigd Koninkrijk | Jemen        |           |

## R
| Naam             | Periode     | Kolonisator         | Huidige land      | Opmerking |
| ---------------- | ----------- | ------------------- | ----------------- | --------- |
| Río de Oro       | 1884 – 1924 | Spanje              | Marokko           |           |
| Roanoke          | 1585 – 1590 | Verenigd Koninkrijk | Verenigde Staten  |           |
| Ruanda-Urundi    | 1924 – 1962 | België              | Rwanda en Burundi |           |
| Russisch-Amerika | 1741 – 1867 | Rusland             | Verenigde Staten  |           |

## S
| Naam                                  | Periode          | Kolonisator                                | Huidige land                                     | Opmerking |
| ------------------------------------- | ---------------- | ------------------------------------------ | ------------------------------------------------ | --------- |
| Saguia el Hamra                       | 1904 – 1924      | Spanje                                     | Marokko                                          |           |
| Saint Christopher, Nevis en Anguilla  | 1962 – 1980/1983 | Verenigd Koninkrijk                        | Anguilla en Saint Kitts en Nevis                 |           |
| Sandjak Alexandretta                  | 1921 – 1938      | Frankrijk                                  | Turkije                                          |           |
| Senegambia                            | 1617 – 1678      | Nederland                                  | Senegal                                          |           |
| Senegambia en Niger                   | 1902 – 1904      | Frankrijk                                  | Senegal, Mali, Burkina Faso en Niger             |           |
| Slavenkust                            | 1660 – 1760      | Nederland                                  | Benin, Nigeria, Sao Tomé en Principe en Togo     |           |
| Spaanse Sahara                        | 1924 – 1976      | Spanje                                     | Marokko                                          |           |
| Spaans Florida                        | 1513 – 1821      | Spanje                                     | Verenigde Staten                                 |           |
| Spaans-Formosa                        | 1626 – 1642      | Spanje                                     | Taiwan                                           |           |
| Spaans-Guinea                         | 1926 – 1968      | Spanje                                     | Equatoriaal-Guinea                               |           |
| Spaans-Marokko                        | 1912 – 1956      | Spanje                                     | Marokko                                          |           |
| Spaans-Oost-Indië                     | 1565 – 1898      | Spanje                                     | Filipijnen, Indonesië, Marianen, Palau en Taiwan |           |
| Spaans-West-Afrika                    | 1946 – 1958      | Spanje                                     | Marokko                                          |           |
| Spaans-West-Indië                     | 1821 – 1899      | Spanje                                     | Cuba en Puerto Rico                              |           |
| Staat Aden                            | 1963 – 1967      | Verenigd Koninkrijk                        | Jemen                                            |           |
| Staat Aleppo                          | 1920 – 1924      | Frankrijk                                  | Syrië                                            |           |
| Staat Damascus                        | 1920 – 1924      | Frankrijk                                  | Syrië                                            |           |
| Staat der Alawieten                   | 1920 – 1936      | Frankrijk                                  | Syrië                                            |           |
| Sultanaat Egypte                      | 1914 – 1922      | Verenigd Koninkrijk                        | Egypte                                           |           |
| Sultanaat Muscat en Oman              | 1749/1861 – 1970 | Verenigd Koninkrijk                        | Oman                                             |           |
| Sultanaat van de Maldivische Eilanden | 1518 – 1965      | Portugal, Nederland en Verenigd Koninkrijk | Maldiven                                         |           |
| Sultanaat Zanzibar                    | 1861 – 1964      | Duitsland & Verenigd Koninkrijk            | Tanzania                                         |           |
| Sumatra's Westkust                    | 1819 – 1942      | Nederland                                  | Indonesië                                        |           |
| Suratte                               | 1616 – 1795      | Nederland                                  | India                                            |           |
| Suriname                              | 1667 – 1954      | Nederland                                  | Suriname                                         |           |
| Syrische Republiek                    | 1930 – 1958      | Frankrijk                                  | Syrië en Turkije                                 |           |

## T
| Naam                     | Periode                          | Kolonisator         | Huidige land        | Opmerking |
| ------------------------ | -------------------------------- | ------------------- | ------------------- | --------- |
| Tanganyika               | 1919 – 1961                      | Verenigd Koninkrijk | Tanzania            |           |
| Territorium Nieuw-Guinea | 1920 – 1942 & 1945 – 1949 (1975) | Australië           | Papoea-Nieuw-Guinea |           |
| Tonquin                  | 1636 – 1741                      | Nederland           | Vietnam             |           |
| Togoland                 | 1884 – 1914                      | Duitsland           | Ghana en Togo       |           |
| Transjordanië            | 1921 – 1946                      | Verenigd Koninkrijk | Jordanië            |           |
| Trustschap West-Samoa    | 1920 – 1961                      | Nieuw-Zeeland       | Samoa               |           |

## U
| Naam                 | Periode     | Kolonisator         | Huidige land              | Opmerking |
| -------------------- | ----------- | ------------------- | ------------------------- | --------- |
| Unie van Indochina   | 1887 – 1954 | Frankrijk           | Cambodja, Laos en Vietnam |           |
| Unie van Malakka     | 1946 – 1948 | Verenigd Koninkrijk | Maleisië                  |           |
| Unie van Zuid-Afrika | 1910 – 1961 | Verenigd Koninkrijk | Zuid-Afrika               |           |

## V
| Naam                                      | Periode     | Kolonisator         | Huidige land                        | Opmerking |
| ----------------------------------------- | ----------- | ------------------- | ----------------------------------- | --------- |
| Van Diemensland                           | 1825 – 1856 | Verenigd Koninkrijk | Australië                           |           |
| Verdragsstaten                            | 1820 – 1971 | Verenigd Koninkrijk | Verenigde Arabische Emiraten        |           |
| Verenigde Staten van de Ionische Eilanden | 1815 – 1864 | Verenigd Koninkrijk | Griekenland                         |           |
| VOC in Bengalen                           | 1627 – 1795 | Nederland           | Bangladesh en India                 |           |
| VOC in Birma                              | 1634 – 1682 | Nederland           | Myanmar                             |           |
| VOC-handelspost Ayutthaya                 | 1608 – 1767 | Nederland           | Thailand                            |           |
| VOC-handelsposten Midden-Oosten           | 1614 – 1766 | Nederland           | Irak, Iran, Jemen, Oman en Pakistan |           |

## W
| Naam                    | Periode     | Kolonisator         | Huidige land | Opmerking |
| ----------------------- | ----------- | ------------------- | --- | --------- |
| West-Indische Federatie | 1958 – 1962 | Verenigd Koninkrijk | Anguilla, Antigua en Barbuda, Barbados, Kaaimaneilanden, Dominica, Grenada, Jamaica, Montserrat, Saint Kitts en Nevis, Saint Lucia, Saint Vincent en de Grenadines, Trinidad en Tobago en Turks- en Caicoseilanden |           |

## Z
| Naam                         | Periode                                 | Kolonisator         | Huidige land                                                | Opmerking |
| ---------------------------- | --------------------------------------- | ------------------- | ----------------------------------------------------------- | --------- |
| Zuid-Arabische Federatie     | 1962 – 1967                             | Verenigd Koninkrijk | Jemen                                                       |           |
| Zuid-Pacifisch Mandaatgebied | 1919 – 1947                             | Japan               | Marshalleilanden, Micronesia, Noordelijke Marianen en Palau |           |
| Zuid-Rhodesië                | 1923 – 1953 & 1963 – 1965 & 1979 – 1980 | Verenigd Koninkrijk | Zimbabwe                                                    |           |
| Zuidwest-Afrika              | 1915 – 1990                             | Zuid-Afrika         | Namibië                                                     |           |